# Aeroportul Bhojpur
Aeroportul Bhojpur (IATA: BHP, ICAO: VNBJ) este un aeroport din Eastern Development Region⁠(d), Nepal ce deservește zona Bhojpur Municipality⁠(d). Aeroportul a fost tranzitat în 2019 de 4.694 de pasageri.
Situat la o altitudine de 1.219 m, aeroportul dispune de o singură pistă.